# Solanum tampicense
Espèce
Statut de conservation UICN

 LC  : Préoccupation mineure
Solanum tampicense est une espèce de plantes dicotylédones de la famille des Solanaceae. Son aire de répartition s'étend du Mexique au Venezuela, à Cuba et aux îles Caïmans. Elle peut avoir la forme d'une liane, d'un arbre ou d'un arbuste. Elle est classée comme mauvaise herbe nuisible par le département de l'Agriculture des États-Unis et par plusieurs États et est considérée comme une espèce envahissante dans l'État de Floride. Elle est utilisée dans l'environnement et comme médicament.

## Description

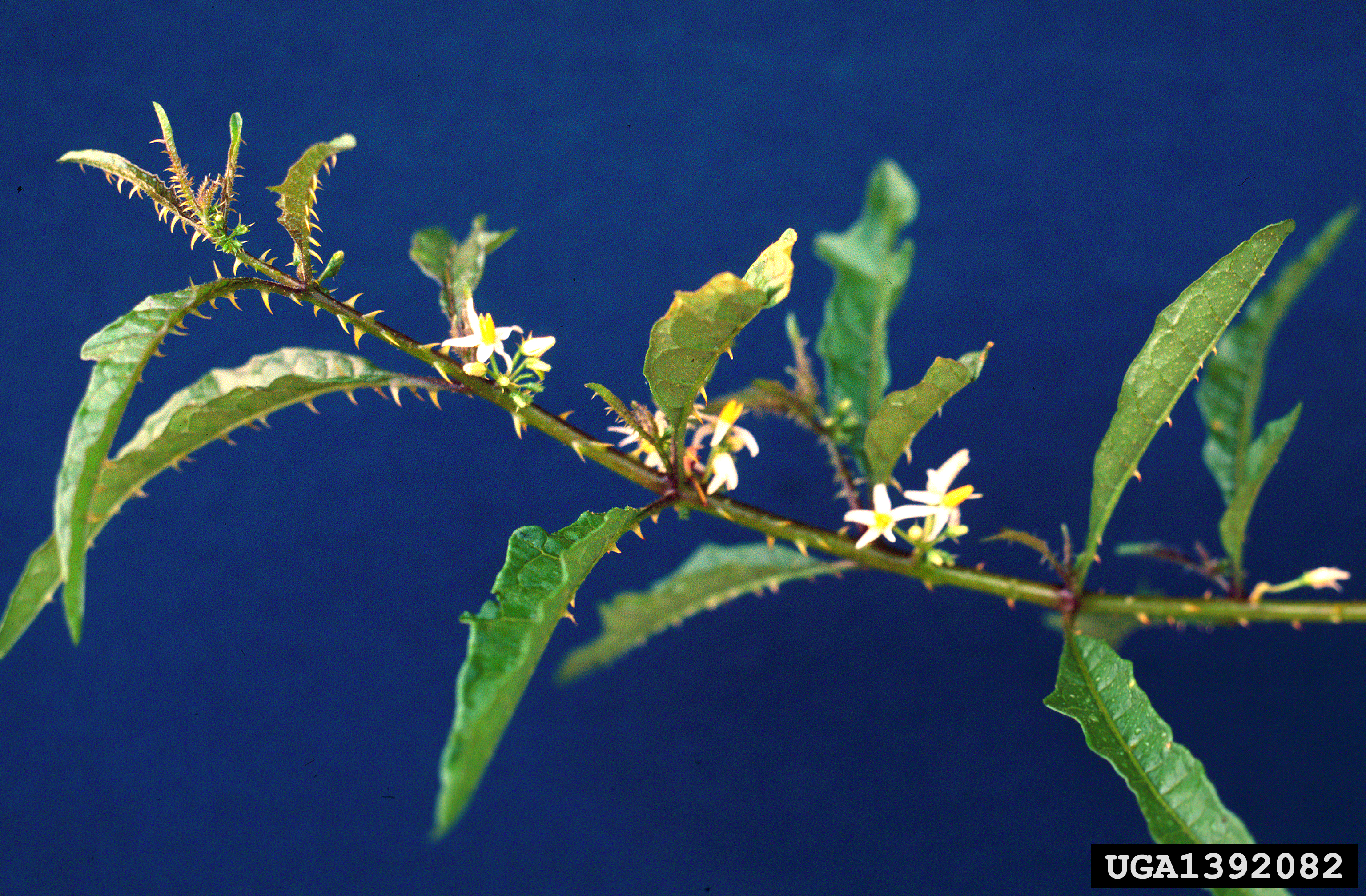
Rameau de Solanum tampicense.

Les tiges de Solanum tampicense peuvent atteindre jusqu'à 5 m de long et 1,5 cm de diamètre. Les feuilles sont de forme simple et sont attachées en alternance sur la tige. Les feuilles individuelles peuvent atteindre 25 cm de longueur et 7 cm de largeur. Les fleurs sont petites et groupées par trois à onze. Les pétales sont blancs et les étamines sont rapprochées et possèdent des anthères jaunes. Les fruits ressemblent à une tomate, car ils passent d'une couleur verte initiale à un rouge vif à mesure qu'ils mûrissent. Chaque fruit peut mesurer jusqu'à 1 cm de large et contenir entre dix et soixante graines.
Solanum tampicense peut être confondu avec Solanum viarum (Tropical soda apple en anglais) qui est également une espèce envahissante dans l’État de Floride. Solanum tampicense s'en distingue par ses feuilles plus longues et ses aiguillons recourbés situés sur les feuilles et les tiges.

## Répartition et habitat
Ce taxon se rencontre dans les pays suivants : Belize, Colombie, Costa Rica, Cuba, États-Unis, Guatemala, Honduras, Îles Caïmans, Mexique, Nicaragua, Salvador, Venezuela.
Solanum tampicense peut tolérer des conditions de lumière allant du plein soleil à l'ombre complète et des inondations temporaires, mais il est sensible au gel et aux inondations sévères. Des racines adventives peuvent se former à l'aisselle des feuilles et les fruits se développent en mai ou au début de l'automne. Les graines peuvent être dispersées par les oiseaux ou l'eau et les taux de germination peuvent dépasser 90 % dans des conditions idéales.
Solanum tampicense est connu pour pousser dans les zones humides non perturbées telles que les marais de cyprès et près des berges des rivières. Cette plante peut former de grands peuplements où elle agit comme un épiphyte, poussant sur les espèces indigènes et dans le sous-étage des têtes de cyprès. En Floride, Solanum tampicense est connue pour pousser dans les marécages de cordillère, les marécages de plaine inondable et les communautés rudérales.

### Adventice invasive

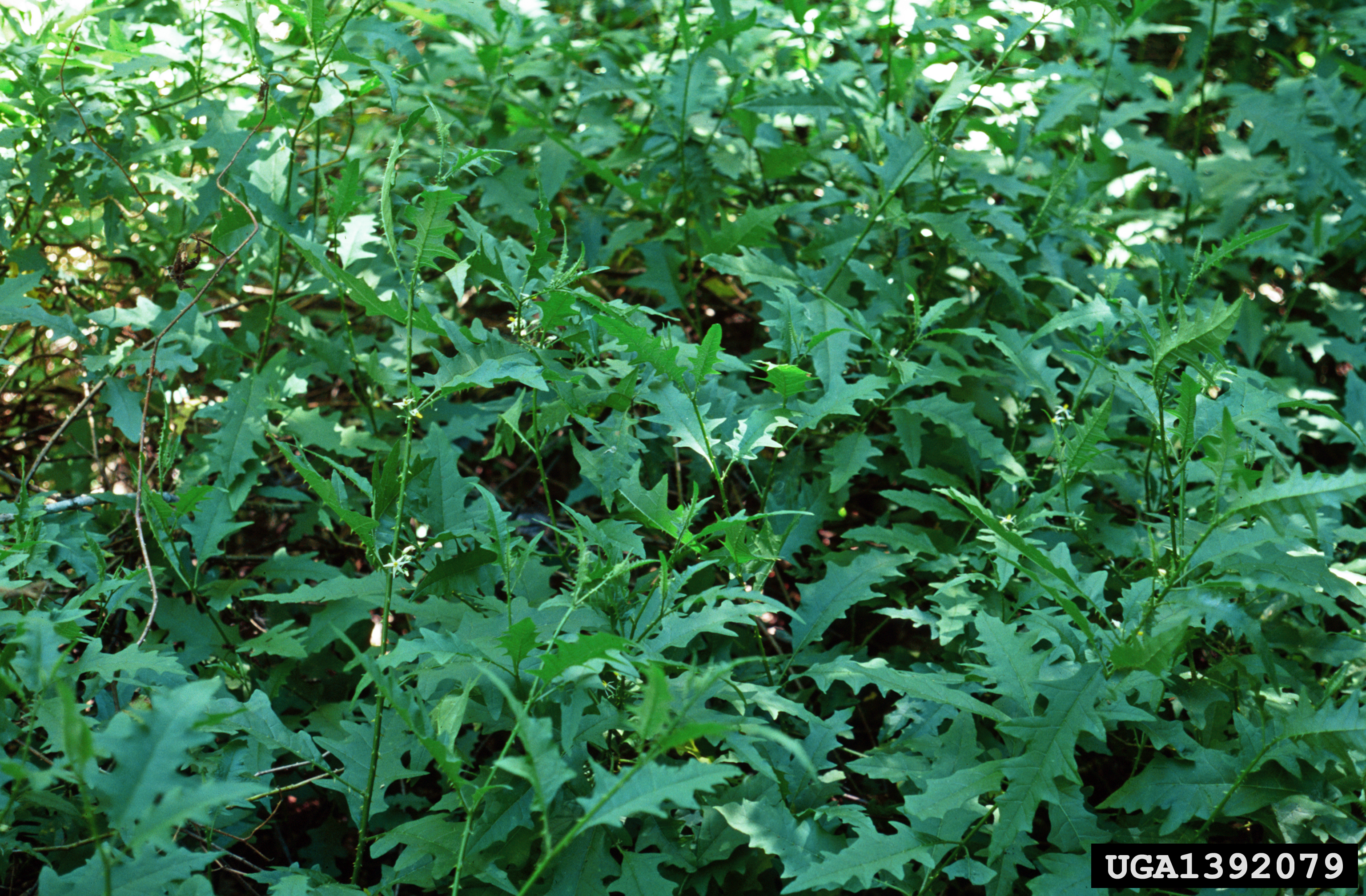
Plants de Solanum tampicense.

Solanum tampicense a été signalée pour la première fois comme ayant envahi les États-Unis dans une zone humide du bassin versant de la rivière Peace, dans l'État de Floride, au début des années 1980. Depuis lors, elle a été contenue dans l'État de Floride, mais s'est répandue dans tout l'État dans des zones telles que les affluents de la rivière Peace et le bassin versant du Big Cypress Swamp. La plus grande concentration de cette espèce en Floride se trouve dans le Fisheating Creek Wildlife Refuge et s'étend vers le Lac Okeechobee. L'absence d'ennemis naturels en Floride peut avoir permis à cette espèce de gagner un avantage concurrentiel sur les plantes indigènes.
Une étude sur les agents de lutte biologique contre les espèces envahissantes a révélé que la bactérie Ralstonia solanacearum pouvait être utilisée comme bioherbicide pour lutter contre les espèces envahissantes du genre Solanum.
Solanum tampicense est classée comme plante nuisible par le Département de l'Agriculture des États-Unis et par les États d'Alabama, de Floride, de Caroline du Nord et du Vermont. Elle est classée comme plante envahissante par l'État de Caroline du Sud et le « Florida Exotic Pest Plant Council ».

## Systématique
Le nom correct complet (avec auteur) de ce taxon est Solanum tampicense Dunal.
Ce taxon porte en anglais les noms vernaculaires ou normalisés suivants : tampico soda apple, wetlands soda apple, wetland nightshade, aquatic soda apple, scrambling nightshade.
Solanum tampicense a pour synonymes :
- Solanum amazonium KerGawl.
- Solanum carolinense Mill.
- Solanum houstonii Dunal
- Solanum houstonii Dunel
- Solanum obtusifolium M.Martens & Galeotti
- Solanum quercifolium Mill.